# Mellicta asteria
Mellicta asteria är en fjärilsart som beskrevs av Freyer 1828. Mellicta asteria ingår i släktet Mellicta och familjen praktfjärilar. Inga underarter finns listade i Catalogue of Life.